# ジョージ・アチソン
ジョージ・アチソン・ジュニア（George Atcheson Jr., 1896年10月20日 - 1947年8月17日）は、アメリカ合衆国の外交官。
1940年代のアメリカ合衆国国務長官として極東や占領期の日本で活躍した、ほぼ彼と同世代の人物にディーン・アチソンがいるが、その彼と本項のジョージ・ア（ッ）チソンとでは姓の綴りが異なる（ディーンのほうはAcheson）

## 生涯
1896年にコロラド州デンバーで誕生。1919年にカリフォルニア大学バークレー校を卒業。第一次世界大戦中は兵役を務めた。
1920年に国務省外交局に入り、中国の北京公使館で通訳研修生として勤務。以降、主に極東関連の事案を担当した。
1923年から1924年まで中国の長沙領事館で副領事。
1926年から1927年までカナダのノースベイ領事館で副領事。
1927年から1934年まで中国の天津領事館で領事。1934年から1939年まで中国の南京公使館（1935年に大使館に昇格）で二等書記官。1938年から1939年までは南京外交官地区管理委員長も務めた。

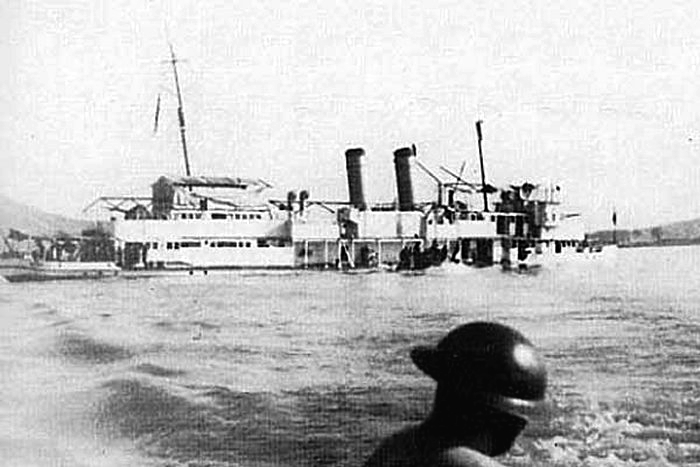
空襲を受け沈没するパナイ号

1937年12月8日、日中戦争の南京攻略戦により、日本は第三国人に対して南京からの退去を申し入れた。アチソンら大使館員は12月11日に合衆国艦隊の揚子江警備船パナイ号で避難を開始。しかしながら翌12月12日、パナイ号は日本軍から空襲を受け沈没（パナイ号事件）。アチソンらは大使館員は救助され、上海に搬送された。1938年3月11日、アチソンは南京へ戻ったが、その2日後に再び上海へ移動した。
1939年、アチソンはワシントンD.C.勤務となり、国務省極東部での内勤となった。1941年から1943年まで国務省極東部次長。
1943年から中国の重慶大使館で参事官となり、1945年に代理公使に昇任。1945年、アチソンは上長であったパトリック・ジェイ・ハーリー駐華大使の業務命令に違反したとの嫌疑をかけられた。当時のアメリカ連邦議会では、中国国民党政府を支持する勢力が強かった。しかしながらアチソンはそれに反発し、中国共産党に対する武器貸与援助を提言した。アチソンは同様の考えを持っていた極東局長ジョン・カーター・ヴィンセントと手を組み、アメリカは中国共産党と良好な関係を築くべきであると勧奨した。アチソンは国務長官ジェイムズ・バーンズの擁護を受けたものの、最終的にはハーリー駐華大使の要求により自宅謹慎となった。

### 来日
1945年9月7日、アチソンは連合国軍最高司令官ダグラス・マッカーサーの政治顧問として、国務省から派遣された。バーンズ国務長官はアチソンに対して、マッカーサーの動きを監視する役割も期待した。
10月8日、元内閣総理大臣近衛文麿、高木八尺博士、松本重治、牛場友彦と大日本帝国憲法改正に関し初めて会合を持ち、12項目の米国側の改正項目案を示して検討を開始。
国務・陸軍・海軍三省調整委員会が日本の統治体制改革の指針（SWNCC228とSWNCC228/1）を策定した1946年1月初旬には、米国政府に対し、朝日新聞、毎日新聞、読売新聞など報道メディアに関する簡潔な報告を行っている。
同年4月18日、連合国軍最高司令官総司令部内に外交局が設置されたことに伴い、外交局長に就任。加えて大使の地位も与えられた。1946年4月22日からは、マッカーサーの代理として対日理事会議長も務めた。
1947年5月3日、日本国憲法が公布。7月26日には国務・陸軍・海軍調整委員会（SWNCC）が四省（国務・陸・海・空）調整委員会（SANACC）と改称した。

アチソンが搭乗したB-17爆撃機の飛行経路

8月15日、アチソンは公務でワシントンD.C.へ戻るため、B-17爆撃機に搭乗して東京を出発した。アチソンを乗せたB-17爆撃機は途中、エンジントラブルのためグアムでエンジンの交換を行った。B-17爆撃機は3時間のテスト飛行を行った後、約2,000キロメートル先のマーシャル諸島クェゼリン環礁まで飛行した。8月16日、アチソンを乗せたB-17爆撃機はクェゼリン環礁を出発し、次の目的地であるハワイ諸島のオアフ島を目指したが、8月17日、燃料切れによりオアフ島の西方約100キロメートルの地点で墜落した。アチソンの遺体は発見されず、8月17日に死亡したものと推定された。